# 香田证生
香田証生（1979年11月29日—2004年10月），伊拉克人質事件的日本國民。他以遊客身份進入伊拉克，被武裝組織綁架及斬首，成為繼韓國人質金鮮一遇害後，第二名遭伊斯蘭組織斬首的東亞人。
根据日本共同通信社報導，香田證生於10月19日進入伊拉克，其目的是「想知道當地的情況」。而后，香田証生遭到了扎卡維的統一聖戰組織的绑架，该组织在绑架发生后要求日本當局把執行人道主義援助的自衛隊伊拉克復興支援群從薩瑪沃撤離。
在組織發放的斬首片段中，受害者坐在一面美國國旗上，後方站著三名綁匪，在宣讀聲明後把受害者按下並斬首。屍體於10月30日深夜被當地警方發現。